# Mario Nuzzolese
Mario Nuzzolese (Bari, 10 dicembre 1915 – Bari, 21 ottobre 2008) è stato un giornalista e critico cinematografico italiano, cofondatore e, per un quarantennio, Segretario della Delegazione Interregionale di Puglia e Basilicata dell'AGIS (Associazione Generale Italiana dello Spettacolo).  È stato critico cinematografico per il Corriere della Sera e per la Repubblica.

## Biografia

### La carriera militare
Nel 1942, durante la campagna d'Africa, venne inviato con il grado di tenente colonnello a difendere le trincee italiane sul fronte di El Alamein, reclutato dal Servizio informazioni militare sotto la guida di Paolo Caccia Dominioni. Nel corso di una delle battaglie fece un atterraggio di fortuna nel deserto del Sahara con il suo Fiat Cicogna, procurandosi lesioni permanenti alla colonna vertebrale; ricevette in seguito dal regime una medaglia di bronzo al valor militare.

### Il cinema
Nuzzolese cominciò a esplorare le potenzialità educative del video dal 1945 e durante i primi anni '50 girò in bianco e nero il primo documentario sulla Basilica di San Nicola di Bari, attualmente depositato presso gli archivi storici della Rai.
Fu ideatore e promotore del Cinema ABC, una delle prime sale cinematografiche d'essai in Europa, inaugurata nel 1976 dal ministro Adolfo Sarti con il film di Ennio Lorenzini Quanto è bello lu murire acciso. Nello stesso anno e nella stessa sede Nuzzolese promosse l'apertura del Centro di Cultura Cinematografica AGIS, presso il quale costituì una raccolta di pellicole originali in 8 mm, VHS, locandine di film e riviste specializzate, con una biblioteca specializzata di rilievo nazionale. Il Centro, oggi intitolato al suo fondatore, interessò il regista Carlo Lizzani il quale acconsentì che vi avvenisse lo sviluppo di undici pellicole del festival del Cinema di Venezia.
Partecipò più volte alla cerimonia di assegnazione dei premi Oscar, al festival di Cannes e al festival del Cinema di Venezia. Ha fondato associazioni sia nazionali che locali per la promozione delle tradizioni del cinema e del teatro italiano, tra le quali l'Agiscuola, la Federazione dei Cinema d'essai (FICE) e il circuito Teatro Pubblico Pugliese.
Nel 1980 fu nominato Commendatore della Repubblica dall'allora presidente del Consiglio dei Ministri Francesco Cossiga. Insignito della medaglia d'oro Una vita per il cinema (1974), ricevette dall'AGIS riconoscimenti per il suo impegno associativo.